# 黒田城 (尾張国)

黒田城址にある山内一豊立志像

黒田城（くろだじょう）は、戦国時代から安土桃山時代にかけて尾張国葉栗郡黒田（現在の愛知県一宮市木曽川町黒田字古城）にあった日本の城。1973年（昭和48年）10月1日に一宮市指定史跡に指定された。

## 概要
初代土佐藩主となった山内一豊の生まれた城とされる平城である。

## 歴史
黒田の地は、鎌倉から京都に続く鎌倉街道沿いにあり、かつ尾張国と美濃国を隔てる木曽川のすぐ近くにあり、戦略上重要といえる地域であった。この地への築城は、明応年間（1492年 - 1500年）に相模国から尾張に入った五藤源太左衛門光正が居館程度のものを築いたのが初めてであるといわれている（『五藤家文書』）。この五藤家はのちに山内家に仕え、江戸時代には土佐藩の重臣となっている。
その後の経過は不明であるが、天文初年（1532年以降）には岩倉城を本拠とした織田伊勢守家の家老であった山内盛豊が城代として入ったと考えられている。天文14年（1545年）にはこの城で盛豊の三男として山内一豊が誕生している（『一豊公御武功附御伝記』）。
このころ織田伊勢守家と織田氏の傍流ながら勢力を強大化させた織田信長とが対立、家老である山内家も巻き込まれ、弘治3年（1557年）7月12日、盗賊（実際は信長の手勢と考えられる）が黒田城を襲撃し、この際に一豊の兄十郎は討死（このときに盛豊も殺されたという史料もあるが、確かな史料にはその後も盛豊の活動が見られるので間違いであると考えられる）、生き残った山内一族は主家の岩倉城に逃れたものの、翌々年にはその岩倉城も信長によって落城、山内家は一豊が豊臣秀吉の下で立身するまで離散することとなった。
その後犬山城主織田信清の弟・広良が城主となるが、永禄5年（1562年）に広良が美濃斎藤氏との軽海の戦いで戦死、信清の家臣である和田新助が城主となった。その後新助は織田信清と信長の不和に際して信長に降ってそのまま彼の直臣となり、多くの合戦に加わったことが記録に見えるが、天正2年（1574年）の長島の戦いで討死し、弟の定教が継いだ。ところが、和田氏系図によると、この定教が何らかの理由で追放されている。
しばらくその後の黒田城主は不明であるが、天正10年（1582年）には織田信雄の家老であった沢井雄重が1万4千500貫で入城した。沢井は検地を行うとともに、領内の伊富利部神社及び籠守勝手神社の再建を行っている。また、天正12年（1584年）の小牧の役の際には黒田城を死守して羽柴秀吉（のちの豊臣秀吉）の調略にも応じず、これを賞して後に徳川家康から感状と太刀が与えられている。
天正18年（1590年）、織田信雄が転封を拒否して改易されたのに巻き込まれて沢井雄重も禄を失い、黒田城には3万5千石で一柳直盛が入った（尾張黒田藩も参照）。このときに黒田城は大きく改修がなされ、比較的大きな構えになったと考えられている。慶長5年（1600年）、一柳直盛は伊勢国・神戸に5万石で転封、黒田城は尾張を所領とした松平忠吉の支城となり、家臣の富田忠繁が入ったが、しばらく後に廃城となった（時期は特定できていない）。

## 遺構
平野部であることもあり開発などにさらされて特に遺構は残っておらず、敷地の多くは一宮市立黒田小学校となっているが、学校の脇に大正6年（1917年）建立の石碑が城跡であったことを示している。

## アクセス
- JR東海道本線 木曽川駅下車、南へ徒歩で約3分。
- 名鉄名古屋本線 新木曽川駅下車、北東へ徒歩で約5分。